# Die Liebenden von Medina
Die Liebenden von Medina ist eine Liebesgeschichte aus den Erzählungen von Tausendundeiner Nacht. In der Arabian Nights Encyclopedia wird sie als ANE 222 gelistet (→ Tausendundeine Nacht – Liste der Geschichten). 
In der Erzählung erfährt der arabische Dichter Ibrahim al-Mausili von der unerfüllten Liebe eines jungen Paares aus dem Hidschaz. Ebenfalls auftretende historische Personen sind der fünfte Abbasiden-Kalif Hārūn ar-Raschīd und sein Wesir Dscha'far ibn Yahya.

## Handlung
Ibrahim al-Mausili erzählte, dass eines Tages ein junger Mann an eine Tür klopfte, der die Zeichen einer Krankheit trug. Der junge Mann bat ihn, dass al-Mausili sich gegen Bezahlung zwei Verse von ihm anhöre und darauf seinerseits mit Poesie antwortete. Al-Mausili stimmte zu und der junge Mann trug die Verse vor, die von großem Liebesschmerz kündeten. Ibrahim dichtete seinerseits darauf Verse, die wie eine Totenklage waren, und der junge Mann fiel in Ohnmacht. Doch als er wieder zu sich kam, bat al-Mausili die Verse erneut zu singen, doch al-Mausili warnte ihn, dass ihn das umbringen könne, woraufhin der Jüngling sich wünschte, dass genau das geschehe und er bezahlte al-Mausili erneut, der daraufhin wieder sang. Erneut fiel der Junge in Ohnmacht, erwachte wieder und bat al-Mausili, es erneut zu tun, indem er ihn bezahlte.
Al-Mausili stimmte zu, allerdings nur unter den Bedingungen, dass der junge Mann bei ihm blieb und speiste, um wieder zu Kräften zu kommen, so viel Wein zu trinken, dass sein Herz sich wieder erfreute, und al-Mausili seine Geschichte erzählen müsse. Der junge Mann stimmte zu und erklärte, dass er aus dem Volk von Medina im Hidschaz stamme und sich einst bei einem Ausflug eine Gruppe Mädchen traf und er sich in eines davon heftig verliebte. Das Mädchen erwiderte seine Zuneigung und sie begannen, sich gegenseitig in ihren Wohnungen zu besuchen, bis die Leute anfingen, über sie zu tratschen. Schließlich bat der Vater des Jungen den Vater des Mädchens, die beiden miteinander zu vermählen, doch ihr Vater weigerte sich, da er den ruchbaren Tratsch nicht noch wahr machen wollte.
Zwischen al-Mausili und dem Jungen entstand ein Vertrauensverhältnis und schließlich erzählte al-Mausili dem Wesir Dscha'far ibn Yahya davon, der es wiederum dem Kalifen Harun al-Raschid erzählte. Der Kalif benachrichtigte seinen Statthalter im Hischaz, der den Vater des Mädchens zum Kalifen brachte, der sich dem Willen Harun al-Raschids, dass das Liebespaar heiraten solle, nicht entziehen konnte. So heiratete das Liebespaar, und der Jüngling blieb ein Tischgenosse bei Dscha'far Iibn Yahya bis zu dessen Hinrichtung im Jahr 803.

## Hintergrund
Die Geschichte findet sich in den ägyptischen Handschriften sowie in den frühen arabischen Druckfassungen des 19. Jahrhunderts, wie der Bulaq-Edition, der Kalkutta-I- und Kalkutta-II-Edition, nicht aber in der Breslauer Ausgabe. Die Kalkutta-II-Edition wurde von  Richard Francis Burton und Enno Littmann für ihre Sammlungen genutzt.
Die Erzählung dient vor allem als Hintergrund für die Darbietung von Gedichten.

## Rezeption
Außerhalb von Tausendundeine Nacht findet sich die Erzählung im Werk Halbat al-Kumayt von al-Nawadschi (ca. 1386–1455), in I‘lam al-Nas von Muhammad Diyab al-Atlidi (17. Jahrhundert) und Tazyin al-Aswaq von Dawud al-Antaki (gest. 1599).

## Ausgaben
- Enno Littmann: Die Erzählungen aus den tausendundein Nächten, Insel Verlag, Frankfurt 1968, Band 4, S. 678–682.